# Florent Claude
Florent Claude (* 11. November 1991 in Remiremont, Département Vosges) ist ein belgisch-französischer Biathlet. Er startete zunächst für sein Geburtsland Frankreich, wurde 2009 Jugendweltmeister mit der Staffel und debütierte 2011 im Biathlon-Weltcup. Nach seiner Rückstufung aus dem französischen Nationalkader nahm er 2017 die belgische Staatsbürgerschaft an. Seit der Saison 2017/18 vertritt er Belgien im Weltcup. Im August 2023 wurde er Sprintweltmeister im Sommerbiathlon.

## Karriere

### Erfolge im Nachwuchsbereich und Einsätze im französischen B-Kader (bis 2016)
Claudes sportliche Laufbahn begann im Skiclub seines Heimatortes Basse-sur-le-Rupt in den Vogesen. Erste internationale Rennen bestritt er 2008 im Rahmen des IBU-Cups der Junioren. Im folgenden Jahr nahm er an den Jugendweltmeisterschaften 2009 teil, wo er als bestes Einzelergebnis den siebten Rang im Sprint belegte und als Startläufer der französischen Mannschaft um Clement Jacquelin und Ludwig Ehrhart den Staffelwettbewerb für sich entschied. Beim Europäischen Olympischen Winter-Jugendfestival gewann Claude die Bronzemedaille in der Verfolgung. Bis 2012 trat er jedes Jahr zu den Weltmeisterschaften seiner Altersklasse an und gewann weitere Medaillen: 2010 in Torsby holte er mit Antonin Guigonnat und Simon Desthieux Silber im Jugend-Staffelrennen; 2012 in Kontiolahti gewann er im Sprint der Junioren die Silbermedaille hinter Maxim Zwetkow. Die französische Juniorenstaffel belegte in Kontiolahti Rang vier, rückte aber später durch die Disqualifikation der ursprünglich drittplatzierten Russen auf den Bronzerang auf.
Mit 19 Jahren debütierte Claude im Winter 2010/11 im IBU-Cup, der zweithöchsten Wettkampfserie im Erwachsenenbereich. Sein bestes Saisonresultat war ein 20. Rang im Sprint von Altenberg. Im Mai 2011 berief ihn der französische Skiverband (Fédération Française de Ski; FFS) in den von Julien Robert (ab 2014 von Lionel Laurent) betreuten B-Kader des Nationalteams. Der zweiten französischen Mannschaft gehörte Claude über fünf Jahre an und erhielt in dieser Zeit knapp 60 Einsätze im IBU-Cup, bei denen er als bestes Einzelergebnis einen dritten Rang in der Verfolgung von Ridnaun im Dezember 2015 erreichte. Mit der Staffel gewann er ein IBU-Cup-Rennen im Dezember 2013 in Obertilliach. Vereinzelt erhielt Claude über die Jahre verteilt Einsätze im Biathlon-Weltcup. Sein dortiges Debüt, der 20-Kilometer-Wettkampf von Östersund im November 2011, war dabei das einzige Rennen, in dem er (als 37.) für Frankreich startend die Punkteränge der besten 40 erreichte. Bei der im April 2016 bekanntgegebenen Kaderaufstellung der FFS für die Saison 2016/17 fand er keine Berücksichtigung mehr.

### Führende Kraft im belgischen Team (seit 2016)

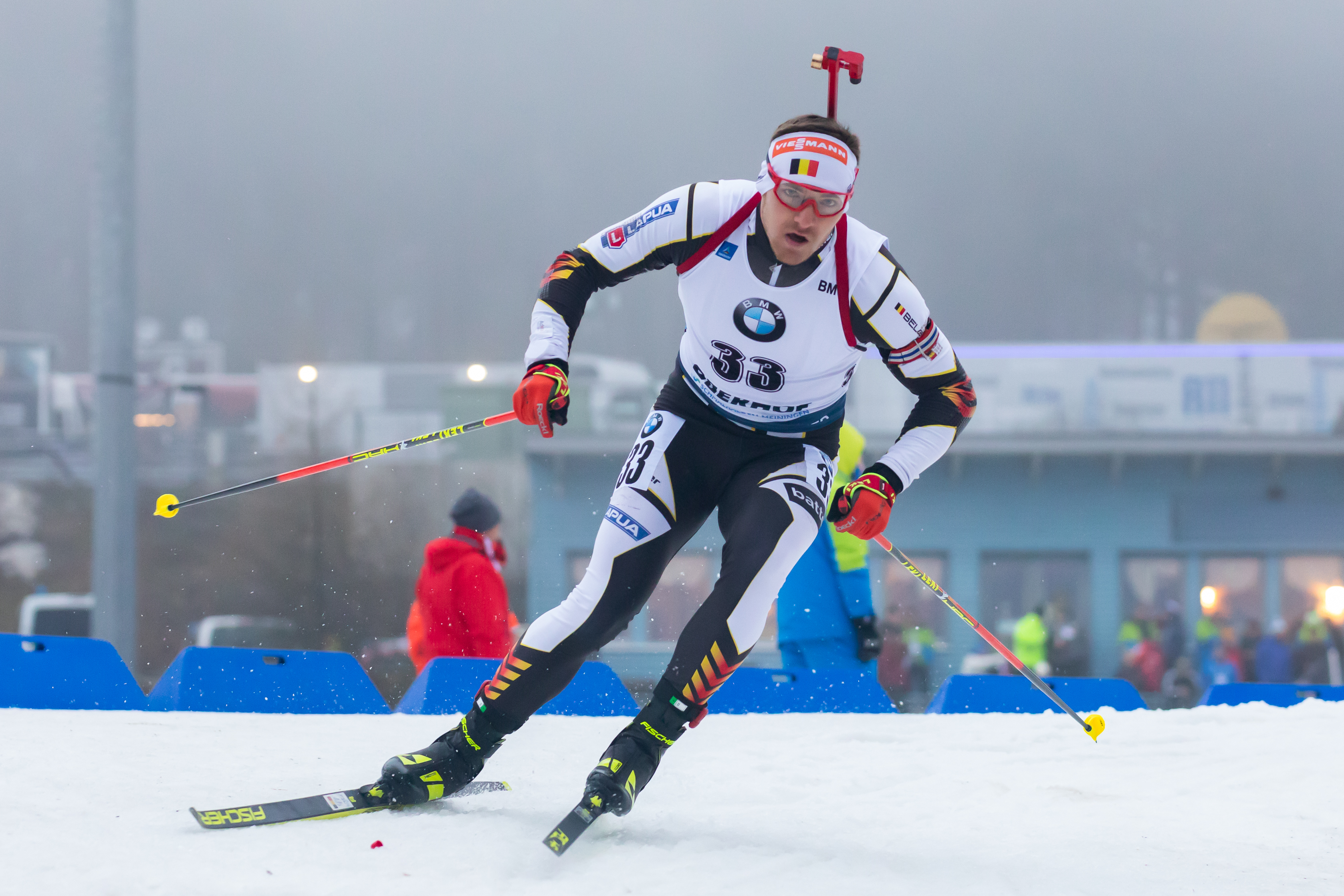
Florent Claude beim Biathlon-Weltcup in Oberhof 2020

In einem Facebook-Post gab Claude im Juni 2016 bekannt, die belgische Staatsbürgerschaft (zusätzlich zur französischen) anzustreben. Er wolle nicht mit 24 Jahren seine Karriere beenden und stattdessen im internationalen Biathlon für Belgien antreten. Bis Anfang der 2010er Jahre spielten belgische Athleten keine Rolle im Weltcup; ab 2014/15 war der eingebürgerte Deutsche Michael Rösch der erste Sportler des Landes, der regelmäßig die Punkteränge erreichte. In einem Interview im April 2017 wertete Claude die Erfolge Röschs als „inspirierend“ und gutes Zeichen, dass es möglich sei, mit einem kleinen Land gute Erfolge zu erreichen. Claude erhielt im Juni 2017 die belgische Staatsbürgerschaft. Da der französische Verband FFS auf die sonst nach einem Nationenwechsel vorgesehene Sperrfrist von zwei Jahren verzichtete, konnte er ab der Saison 2017/18 für Belgien starten. In den belgischen Weltcupstaffeln nahm er die Position des zweiten Läufers nach Michael Rösch ein, der sowohl in Hochfilzen als auch in Oberhof in Führung liegend an Claude übergab. In Oberhof benötigte Claude bei schlechten Sichtbedingungen nur zwei Nachladepatronen und hielt den ersten Platz, die beiden nachfolgenden Läufer Thierry Langer und Tom Lahaye-Goffart fielen letztlich auf Position 13 zurück. Regelmäßig erreichte er zudem in Einzel-Weltcuprennen die Punkteränge, sein bestes Saisonergebnis war ein 18. Platz in der Verfolgung von Annecy im Dezember. Gemeinsam mit Rösch war Claude Teil des belgischen Teams für die Olympischen Winterspiele 2018 in Pyeongchang.
In den folgenden Jahren platzierte sich Claude in vielen Weltcuprennen unter den ersten 40 Athleten und belegte in der Gesamtwertung der Wettkampfserie Positionen zwischen Rang 22 (in der Saison 2023/24) und Rang 51 (2018/19). Sein erstes Top-Ten-Ergebnis erzielte er als Zehnter der Verfolgung von Hochfilzen im Dezember 2018. Nach dem Rücktritt Michael Röschs im Januar 2019 nahm Claude die führende Position im belgischen Biathlonteam ein und wurde in den Staffeln regelmäßig als Startläufer eingesetzt. Im März 2021 belegten er und Lotte Lie den neunten Platz in der Single-Mixed-Staffel in Nové Město und sorgten damit für die erste Top-Ten-Platzierung einer belgischen Staffel in einem Weltcuprennen. Knapp ein Jahr später kamen die beiden Belgier in der Single-Mixed-Staffel beim Weltcup in Oberhof auf den sechsten Rang, was die Tageszeitung Grenz-Echo als „historisches Ergebnis“ für das Land einordnete. Am gleichen Rennwochenende erzielte Claude als Neunter im Sprint sein bis dahin bestes Einzel-Weltcupergebnis. Im August 2023 wurde er Sprintweltmeister im Sommerbiathlon bei den Titelkämpfen in Osrblie. Er setzte sich mit einem Rennen ohne Schießfehler vor Vytautas Strolia durch.

## Persönliches

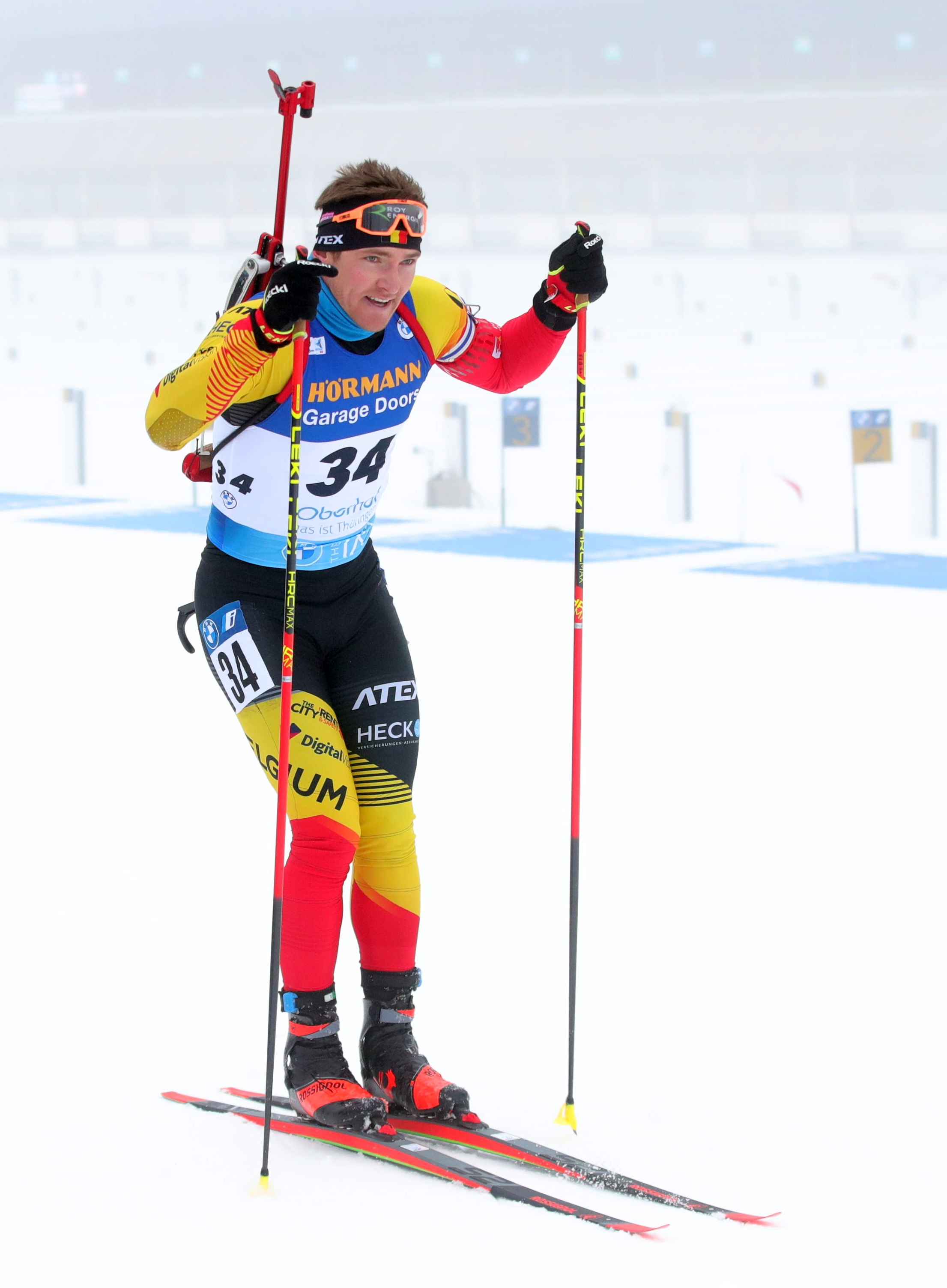
Claude bei den Weltmeisterschaften 2023

Florent Claude ist der älteste von drei Brüdern, die alle drei eine Biathlonkarriere verfolgen. Fabien, der zwischenzeitlich sein Trainingspartner war und mit ihm in einer Wohngemeinschaft in Prémanon lebte, debütierte 2016 im Weltcup, Émilien wurde 2021 dreifacher Juniorenweltmeister. Die Mutter der Brüder, Christine Claude, ist frühere Skilangläuferin und Biathletin und belegte bei den Biathlon-Weltmeisterschaften 1984 den achten Platz im Einzelrennen. Der Vater war Schreiner und Motorsportler. Er starb im Januar 2020 bei einer Schneemobilexkursion im Norden Québecs.

## Statistiken

### Weltcupplatzierungen
Die Tabelle zeigt alle Platzierungen (je nach Austragungsjahr einschließlich Olympische Spiele und Weltmeisterschaften).
- 1.–3. Platz: Anzahl der Podiumsplatzierungen
- Top 10: Anzahl der Platzierungen unter den ersten zehn (einschließlich Podium)
- Punkteränge: Anzahl der Platzierungen innerhalb der Punkteränge (einschließlich Podium und Top 10)
- Starts: Anzahl gelaufener Rennen in der jeweiligen Disziplin
- Staffel: inklusive Mixed- und Single-Mixed-Staffeln

| Platzierung               | Einzel | Sprint | Verfolgung | Massenstart | Staffel | Gesamt |
| ------------------------- | ------ | ------ | ---------- | ----------- | ------- | ------ |
| 1. Platz                  |        |        |            |             |         |        |
| 2. Platz                  |        |        |            |             |         |        |
| 3. Platz                  |        |        |            |             |         |        |
| Top 10                    |        |        | 3          |             | 6       | 9      |
| Punkteränge               | 16     | 35     | 32         | 13          | 46      | 142    |
| Starts                    | 22     | 67     | 45         | 13          | 46      | 193    |
| Stand: Saisonende 2024/25 |        |        |            |             |         |        |

### Weltcupwertungen
Ergebnisse bei Biathlon-Weltcups (Disziplinen- und Gesamtweltcup) gemäß Punktesystem:
| Saison  | Einzel | Einzel | Sprint | Sprint | Verfolgung | Verfolgung | Massenstart | Massenstart | Gesamt | Gesamt |
| Saison  | Platz  | Punkte | Platz  | Punkte | Platz      | Punkte     | Platz       | Punkte      | Platz  | Punkte |
| ------- | ------ | ------ | ------ | ------ | ---------- | ---------- | ----------- | ----------- | ------ | ------ |
| 2011/12 | 62.    | 5      | –      | –      | –          | –          | –           | –           | 101.   | 5      |
| 2017/18 | 41.    | 16     | 66.    | 20     | 48.        | 33         | –           | –           | 53.    | 69     |
| 2018/19 | 58.    | 15     | 54.    | 35     | 40.        | 48         | –           | –           | 51.    | 98     |
| 2019/20 | 31.    | 32     | 33.    | 66     | 36.        | 33         | 45.         | 10          | 34.    | 141    |
| 2020/21 | 32.    | 30     | 45.    | 48     | 45.        | 32         | 42.         | 14          | 42.    | 124    |
| 2021/22 | 38.    | 16     | 40.    | 61     | 31.        | 78         | 34.         | 25          | 32.    | 180    |
| 2022/23 | 31.    | 33     | 22.    | 111    | 20.        | 129        | 23.         | 68          | 23.    | 341    |
| 2023/24 | 18.    | 54     | 23.    | 117    | 21.        | 127        | 28.         | 43          | 22.    | 341    |
| 2024/25 | 36.    | 30     | 56.    | 16     | 41.        | 37         | 43.         | 10          | 46.    | 93     |

### Olympische Winterspiele
Ergebnisse bei Olympischen Winterspielen:
|                                             | Einzelwettbewerbe | Einzelwettbewerbe | Einzelwettbewerbe | Einzelwettbewerbe | Staffelwettbewerbe | Staffelwettbewerbe |
| Einzel                                      | Sprint            | Verfolgung        | Massenstart       | Männerstaffel     | Mixedstaffel       |                    |
| ------------------------------------------- | ----------------- | ----------------- | ----------------- | ----------------- | ------------------ | ------------------ |
| Olympische Winterspiele 2018 \| Pyeongchang | 54.               | 55.               | 57.               | –                 | –                  | –                  |
| Olympische Winterspiele 2022 \| Peking      | 75.               | 84.               | –                 | –                 | 20.                | –                  |

### Weltmeisterschaften

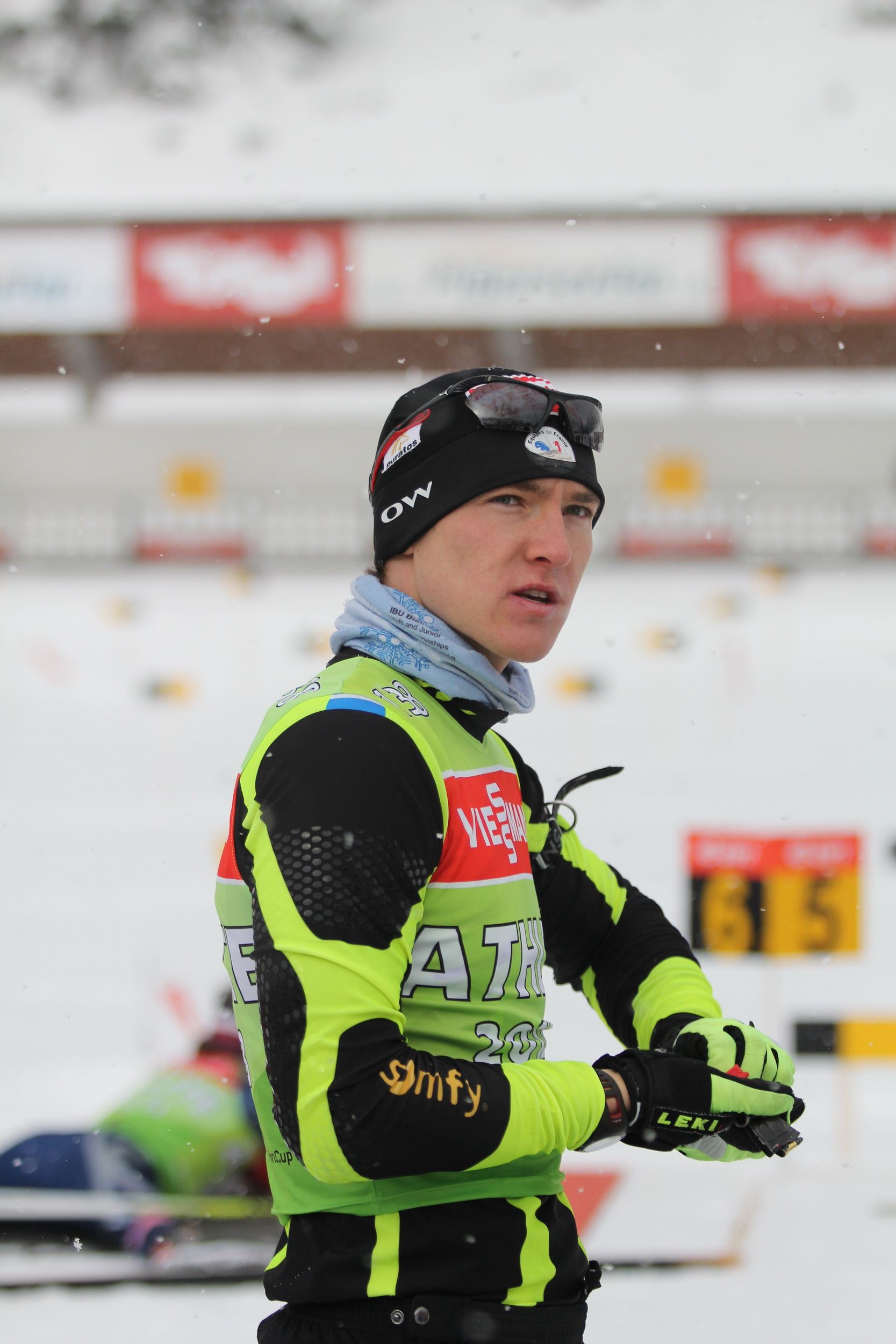
Claude beim Weltcup in Hochfilzen 2012

Ergebnisse bei Weltmeisterschaften:
| Weltmeisterschaft | Weltmeisterschaft | Einzelwettbewerbe | Einzelwettbewerbe | Einzelwettbewerbe | Einzelwettbewerbe | Staffelwettbewerbe | Staffelwettbewerbe | Staffelwettbewerbe |
| Jahr              | Ort               | Einzel            | Sprint            | Verfolgung        | Massenstart       | Männerstaffel      | Mixedstaffel       | S.-M.-Staffel      |
| ----------------- | ----------------- | ----------------- | ----------------- | ----------------- | ----------------- | ------------------ | ------------------ | ------------------ |
| 2019              | Östersund         | 32.               | 71.               | –                 | –                 | 23.                | –                  | –                  |
| 2020              | Antholz           | 25.               | 34.               | 32.               | –                 | 19.                | –                  | 20.                |
| 2021              | Pokljuka          | 19.               | 21.               | 25.               | 24.               | 22.                | 21.                | 15.                |
| 2023              | Oberhof           | 27.               | 67.               | –                 | –                 | 19.                | 14.                | 17.                |
| 2024              | Nové Město        | 37.               | 32.               | 29.               | –                 | 22.                | 8.                 | 16.                |
| 2025              | Lenzerheide       | 39.               | 17.               | 14.               | 22.               | 14.                | 10.                | 13.                |

### Jugend-/Juniorenweltmeisterschaften
Claude nahm bis 2010 an den Jugend-, ab 2011 an den Juniorenwettkämpfen teil.
| Weltmeisterschaften | Weltmeisterschaften | Einzelwettbewerbe | Einzelwettbewerbe | Einzelwettbewerbe | Männerstaffel |
| Jahr                | Ort                 | Einzel            | Sprint            | Verfolgung        | Männerstaffel |
| ------------------- | ------------------- | ----------------- | ----------------- | ----------------- | ------------- |
| 2009                | Canmore             | 34.               | 7.                | 16.               | 1.            |
| 2010                | Torsby              | 7.                | 24.               | 6.                | 2.            |
| 2011                | Nové Město          | 46.               | 52.               | 25.               | 5.            |
| 2012                | Kontiolahti         | 25.               | 2.                | 5.                | 3.            |

### IBU-Cup-Siege
| Nr. | Datum         | Ort          | Disziplin |
| --- | ------------- | ------------ | --------- |
| 1.  | 15. Dez. 2013 | Obertilliach | Staffel 1 |